# یوویژن ایر
یوویژن ایر (انگلیسی: UVision Air) شرکت صنایع جنگ‌افزاری اسرائیلی است، که در سال ۲۰۱۱ تأسیس شد.